# 龜山區
24°59′42.02″N 121°20′17.14″E / 24.9950056°N 121.3380944°E

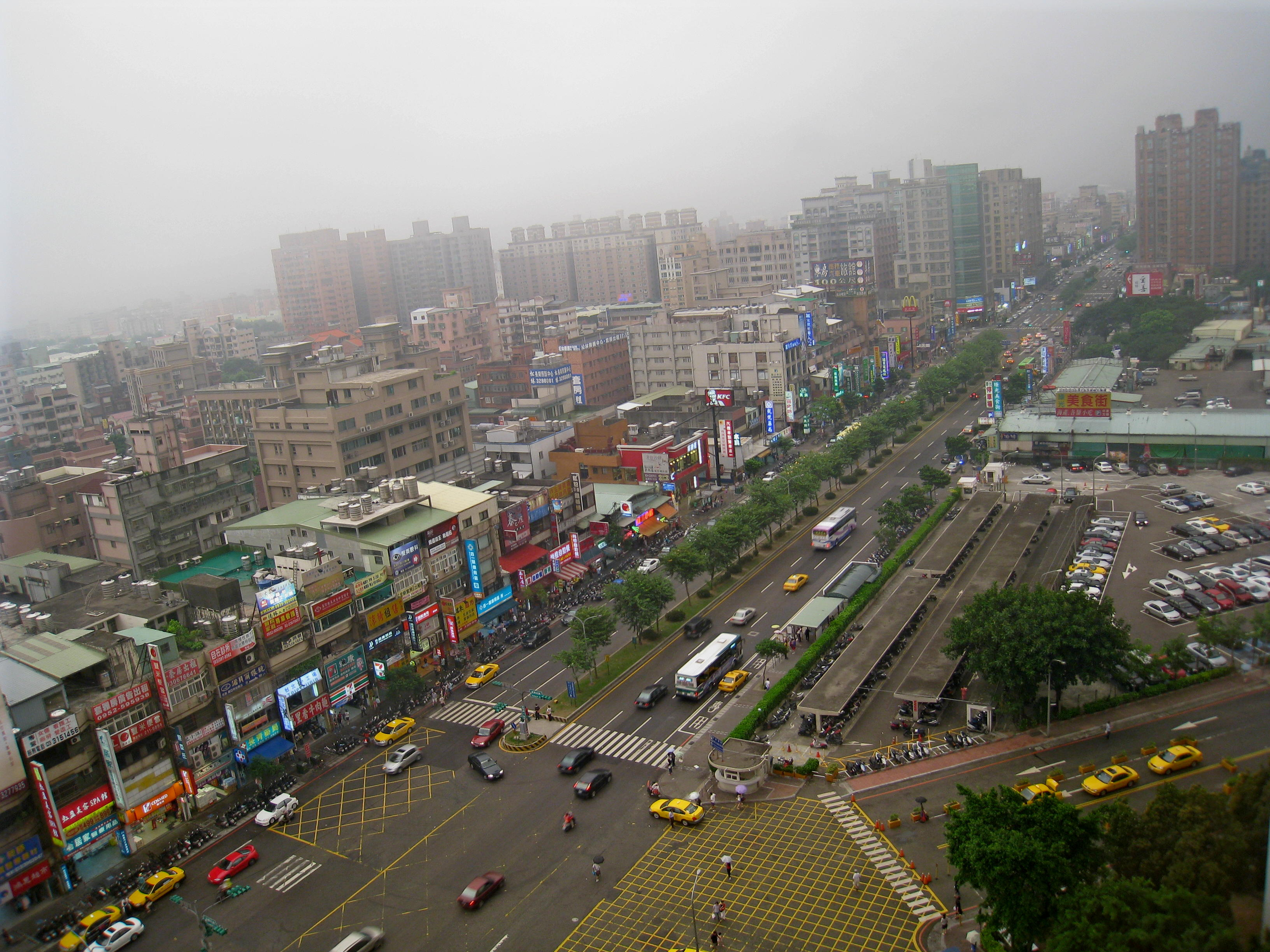
龜山區林口特區的長庚商圈

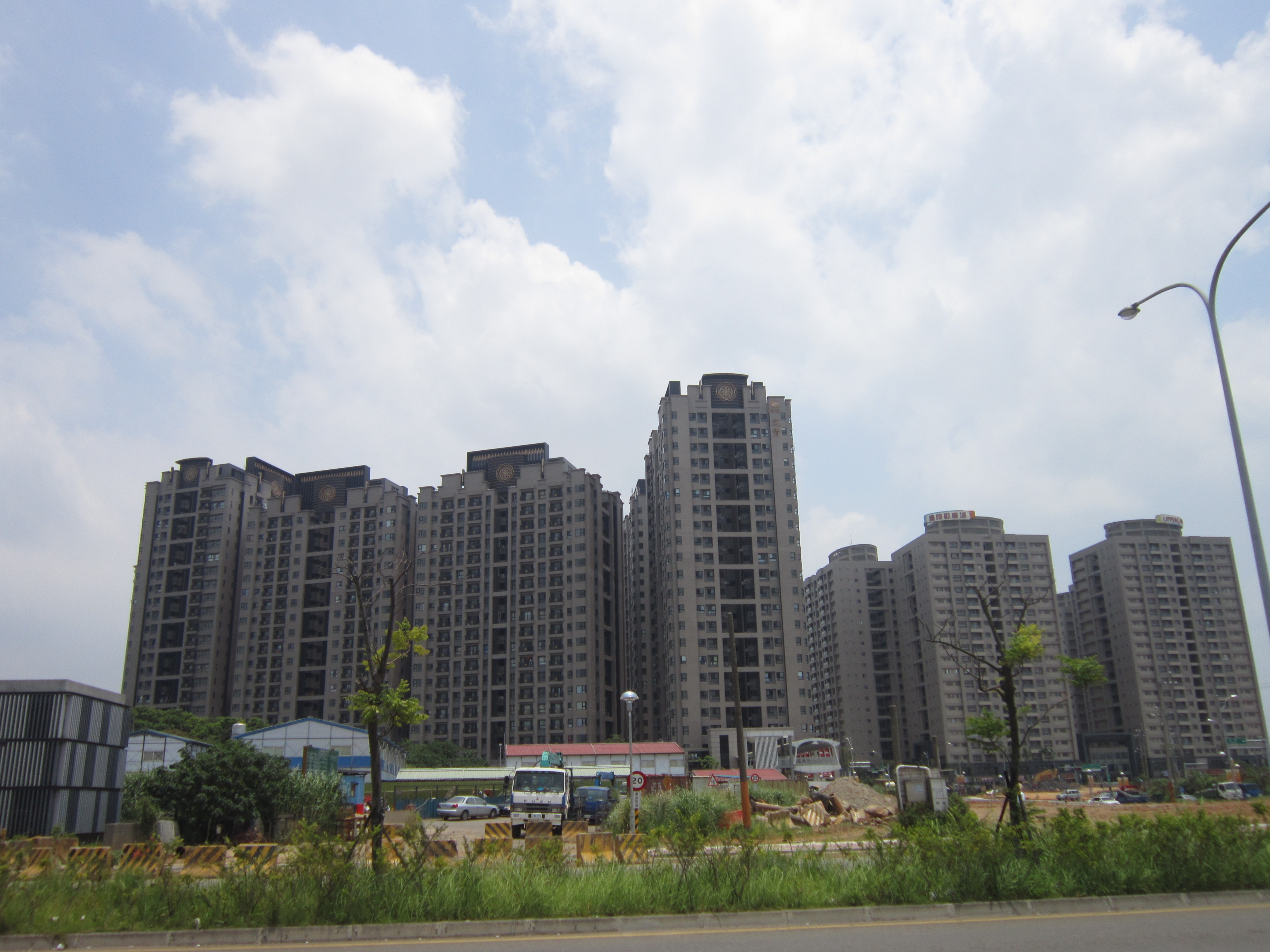
位於桃園市龜山區的A7合宜住宅

龜山區（龜崙語：Kouroumanangh），舊稱「龜崙」，前身「龜山鄉」，位於臺灣桃園市東北部，桃園、新北兩市交界地帶，林口臺地南端。全境面積約為72平方公里，人口約有18.4萬人，在2014年改制為市轄區之前曾為臺灣人口最多的鄉。
境內聚落受到台地地形的影響而分為四個區域，分別有鄰近桃園區的龜山區公所周圍、鄰近新北市林口區的公西、鄰近新北市新莊區的迴龍以及鄰近蘆竹區的南崁頂等四地區，並以前二者為主要區域。四個區域皆與鄰近里鄰結合，較缺乏自主性。境內有海軍陸戰隊陸戰六六旅軍事機構，廣達電腦、華亞科技、穩懋半導體、欣興電子、台表科等知名大企業總部，以及全國規模最大的醫院林口長庚紀念醫院等，使得龜山區為北臺灣地區的工業重鎮之一，也是臺北近郊一個發達且地位重要的衛星城市。

## 歷史
龜山最早的起源來自於龜崙族（Kulon），為臺灣原住民平埔族之一，原居於今日桃園市龜山區一帶，本來被學者歸類為凱達格蘭族，後來李壬癸先生依據其所蒐集到的語言學資料，證明其為獨立的一族。相對於其他平埔族，該族人口較少且目前已經幾乎全面漢化。
在清代，龜崙族就居住在龜崙嶺（今稱龜山）南側的龜崙腳，稱為龜崙社。後來部分族人遷到北邊的楓樹坑（今之楓樹里），稱為「頂社」；另一部分族人遷到南邊的新路坑（今之新路里），稱為「下社」，一般仍合稱之為龜崙社，是清代所謂「南崁四社」之一（指南崁社－今桃園市蘆竹區山鼻里、霄裡社－今桃園市八德區霄裡里和竹園里、坑仔社－桃園市蘆竹區坑子里、龜崙社）。原本龜崙社在清代的行政區域畫分上是屬於淡水縣十九社之一，根據文獻記載，1723年（雍正元年）清廷在臺灣北部設置淡水廳，廳治設在新竹，將新竹以北的「歸化番」（平埔族）分為兩大部分，最北部稱為「十九番社」；中北部稱為「十二番社」，兩部分的番社統稱為淡北番社。後來1874年清廷又將中壢以北的地區劃歸為淡水縣，因當時的十九番社位於淡水縣的行政區域範圍內，所以就改稱為「淡水縣十九社」。1870年，清廷曾派員調查各番社的名稱、位置及番丁數，其中記載龜崙社的資料是：位於新庄（新北市新莊區）與桃仔園（桃園）間的龜崙嶺（龜山）附近，番丁二十二名。當伊能嘉矩到龜崙社的時候，做下此記錄：龜崙社分為上、下兩社，四周的土地已被漢人占去了。由於龜崙族在過去的族群定位上，一直被認為是凱達格蘭族之一，所以鮮少引人注意，有關其風俗記載資料也較缺乏，就族群的影響而言，應是受到淡北番社的影響，在生活習俗上與原「十九番社」接近。1888年，由臺北南下經大橋頭跨越淡水河至海山口（新莊），桃仔園迄至新竹鐵路相繼施工。1891年，打通龜崙嶺至桃仔園，設有龜崙嶺車站。鐵路則於1893年（光緒十九年）11月修達新竹。繼任巡撫邵有濂於1893年鐵路全線完工奏報，「北穿獅嶺洞隧百尋，南渡龜崙則坂踰九折，路工之難如此」，形容北洞獅球嶺、南橋龜崙嶺，施工困難度相當。
1895年和1897年日本時代，颱風帶來的洪水，沖毀臺北橋。海山口附近河岸亦陷落，鐵路流失，龜崙嶺道路崩塌，致使鐵路中斷。1897年1月，伊能嘉矩到桃園地區做平埔族調查時，曾到過龜崙族的頂社與下社（這兩個社的位置都在南崁溪的上游）。1899年5月，原經大稻程河溝頭、海山口鐵路，改經艋舺（萬華）、枋橋（板橋）、樹林、山仔橋（山佳）、鶯歌石（鶯歌），接桃仔園（桃園）南下。1901年基隆至桃仔園的改良線先行通車，此時鐵路改走艋舺、樹林、鶯歌至桃仔園。8月24日新莊鐵道廢除，8月25日板橋新線通車，連帶龜崙嶺鐵道也廢除，現只剩龜崙嶺鐵道橋遺構包含第二尖山橋、大坑溪橋、坑底無名橋遺構。1920年，臺灣實施「州郡街庄制」，設龜山，隸屬新竹州桃園郡。
戰後1945年，改設新竹縣桃園區龜山鄉。1950年，行政區域調整為桃園縣龜山鄉。1964年，政府為提倡工業，促進產業經濟發展，委由臺灣土地開發公司與桃園縣政府配合規劃開發龜山工業區，而於1969年完成。工業區總面積為131公頃，公共設施為12公頃，是早期首批開發之綜合性工業區。1975年，政府以國道一號林口交流道為中心，開發林口新市鎮，範圍包含龜山鄉的樂善村、文青村、長庚村、文化村、大湖村、公西村、大華村、大崗村與臺北縣林口鄉（今新北市林口區）。1995年，人口突破10萬人。2001年12月，人口超越高雄縣大寮鄉（今高雄市大寮區），成為全國人口最多的鄉；直到2007年10月被同縣的蘆竹鄉（今蘆竹區）超越，退居全國人口第二大鄉。2011年，政府為解決大台北地區住房不足及房價高漲的問題，撥出本區位於牛角坡附近的國有土地，興建四千多戶的A7合宜住宅，提供給符合資格的民眾抽籤申購。2014年12月25日，桃園縣升格為直轄市，原龜山鄉改制為龜山區，同時村改里。2016年8月，人口突破15萬人。

## 地理
龜山區位於桃園市東北方，與新北市接壤，是桃園市13區中，與鄰縣市相接最多鄉鎮市區的行政區。由上而下與新北市林口區、泰山區、新莊區、樹林區、鶯歌區毗鄰，是桃園市進出大臺北都會區的門戶。龜山區東西寬約7.5公里，南北長9.6公里。 
龜山區的地形以林口台地和龜山丘路陵（山子腳山塊）為主，尤其林口台地占據本區面積三分之二。林口台地又名平頂台地，位於臺北盆地西緣，原為古石門溪沖積扇的北部，後因臺北盆地陷落，發生相對的上升，所以屬於斷層地壘。地盤上升後，從邊緣部份，發生小溪切割作用，各溪向台地中央，作溯源侵蝕作用，惟仍保留20%的廣闊平坦面，林口台地輪廓略作梯形，面積約188平方公里，跨於新北市八里、林口、五股、泰山以及桃園市的蘆竹、龜山等六區。龜山區位於林口台地正南方向，約占台地四分之一。台地面為海拔240～250公尺的平坦面或波狀起伏面，覆蓋著厚度約數公尺至數十公尺的紅土層，及代表原始地形面因受長期風化淋溶作用所致，呈酸性反應。其下有數十公尺厚的礫石層，礫岩以砂岩居多，直徑自10～20公分不等。台地因沖蝕劇烈，原形以不復在。地質上是屬於「西部山麓地質區」中的一部份，出露的地層是以分布在各台地面上的「紅土台地堆積層」為主，曾有地質學者再細分為不同地層，但岩性相差不大，主要是由下部的礫石層與上部的紅土層組成（俊行記的磚主要是利用此土製作），礫石主要為白色石英岩、暗灰色矽質砂岩、淺灰色砂岩，另外含少量黑色玄武岩，礫石直徑則通常在10～30公分之間。
龜山區因有南崁溪流域通過，又是屬於副熱帶季風型氣候（降雨平均，無乾季，以季節而言，每年二至四月常出現濃霧，而夏雨多於冬雨。夏季以熱雷雨及颱風雨居多，五月中旬到六月中旬尚有梅雨。冬季則以風力強勁的東北季風雨為主），故年均溼度在89%，年溫21~22度，最冷月均溫15度，最暖月均溫28度。所以龜山區的製磚業者不把未晾乾的磚拿出去晾乾的原因就是因為龜山區的溼度過大，不易晾乾，所以才把磚拿到比較靠近窯的地方晾乾。
本區更有長庚醫院等豐沛醫療資源，及首屈一指的臺塑長庚養生村，奠定了本區發展「白色工業」的深厚基礎，讓本區成為名符其實的「長壽龜」。本區科技產業發達，媲美竹科。擁有包含龜山工業區、林口工三、工四工業區及華亞科技園區等，每年產值直逼全國工業產值8%，勇冠全國。此外，在農特產方面也有很好的成績，其中又以「壽山茗茶」的茶甘味美，擁有桃園市四大茗茶之美譽；另外知名的花卉產業如聖誕紅、菊花、四季草花，品質優異的綠竹筍、苦茶油及網室蔬菜等都備受民眾喜愛。
河流以發源北部坪頂台地和東南部龜山丘陵區（新朝嶺）為主，源於坪頂台地有南崁溪、楓樹坑溪、大坑溪。源於龜山丘陵的有塔寮坑溪、兔坑溪。龜山許多地名均以「坑」為名，原因在於龜山多山嶺，而早期居民多於山間谷地居住，所謂的「坑」，依照先民的命名原則就是谷地的意思。龜山五大坑則為新路坑、舊路坑、楓樹坑、兔子坑及塔寮坑。
龜山區有部份建設或設施以「林口」為命名或被媒體冠上「林口」地名，如國道一號林口交流道、林口工業區等等，原因在於1968年後縣政府在臺北縣林口鄉（今新北市林口區）和桃園縣龜山鄉公西村、文化村一帶規劃林口新市鎮，以中山高為界，以北為臺北縣林口鄉，以南為桃園縣龜山鄉。因新市鎮冠上林口，所以計劃區內的建設雖地處龜山鄉，也會習慣以林口命名，另外，該區也是全市公園密度最高的地區。而林口長庚醫院則因管理高層中意「林口」之名。以林口為名的另一作用，則是與龜山鄉公所一帶區域做區隔。

## 人口

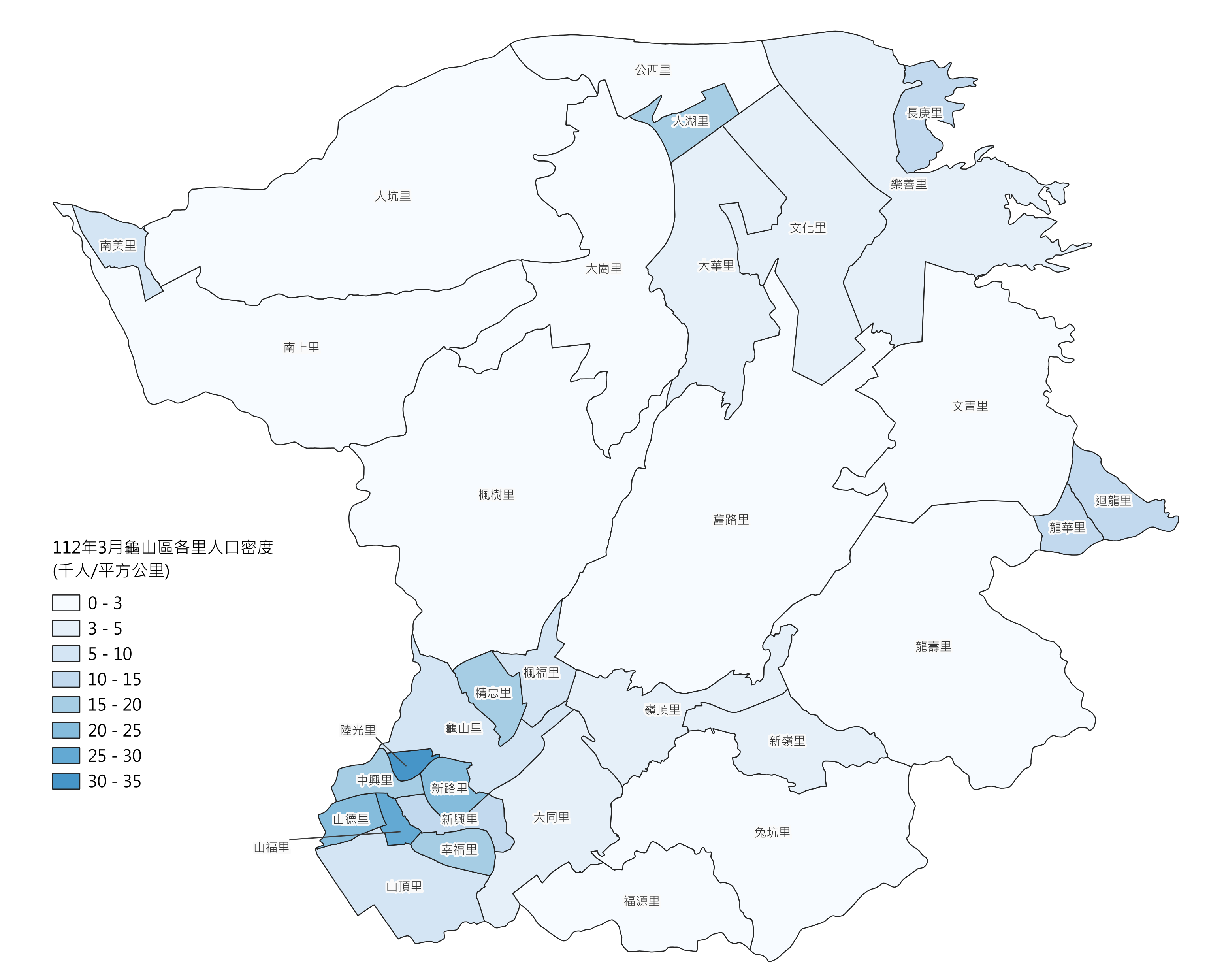
龜山區各里人口密度圖

根據桃園市政府民政局及桃園市龜山區戶政事務所統計，2024年底龜山區戶數約8.1萬戶，人口約18.4萬人，區內人口最多與最少的里分別是樂善里與公西里，2024年底兩里人口分別為18,915人與1,456人，其中樂善里也是桃園市人口第一大里，其他區內人口較多的里包括文青里、大華里及文化里。

## 政治

### 歷任首長

#### 鄉長
| 任次 | 姓名   | 備註 |
| ---- | ------ | ---- |
| 1    | 吳樹錦 |      |
| 2    | 曹成金 |      |
| 3    | 曹成金 |      |
| 4    | 吳樹錦 |      |
| 5    | 周阿韭 |      |
| 6    | 周阿韭 |      |
| 7    | 李總集 |      |
| 8    | 李總集 |      |
| 9    | 蔡長楓 |      |
| 10   | 李春融 |      |
| 11   | 曾忠義 |      |
| 12   | 曾忠義 |      |
| 13   | 林正峰 |      |
| 14   | 林正峰 |      |
| 15   | 呂學記 |      |
| 16   | 陳志謀 |      |

#### 區長（官派）
| 任次 | 姓名   | 任職期間                       | 備註                                             |
| ---- | ------ | ------------------------------ | ------------------------------------------------ |
| 1    | 劉仁撓 | 2014年12月25日～2017年7月17日  | 首任市長指派；原桃園縣議會總務主任升任，屆齡退休 |
| 2    | 陳建崧 | 2017年7月18日～2018年12月24日  | 調任參議                                         |
| 3    | 呂緣   | 2018年12月25日～2022年12月24日 | 原民政局兵役科科長接任，調任平鎮區長             |
| 4    | 王雅芝 | 2022年12月25日~2023年7月14日   | 原民政局副局長接任，屆齡退休                     |
| 5    | 張嘉平 | 2023年7月14日~現任             | 原體育局主任秘書接任                             |

### 區政組織

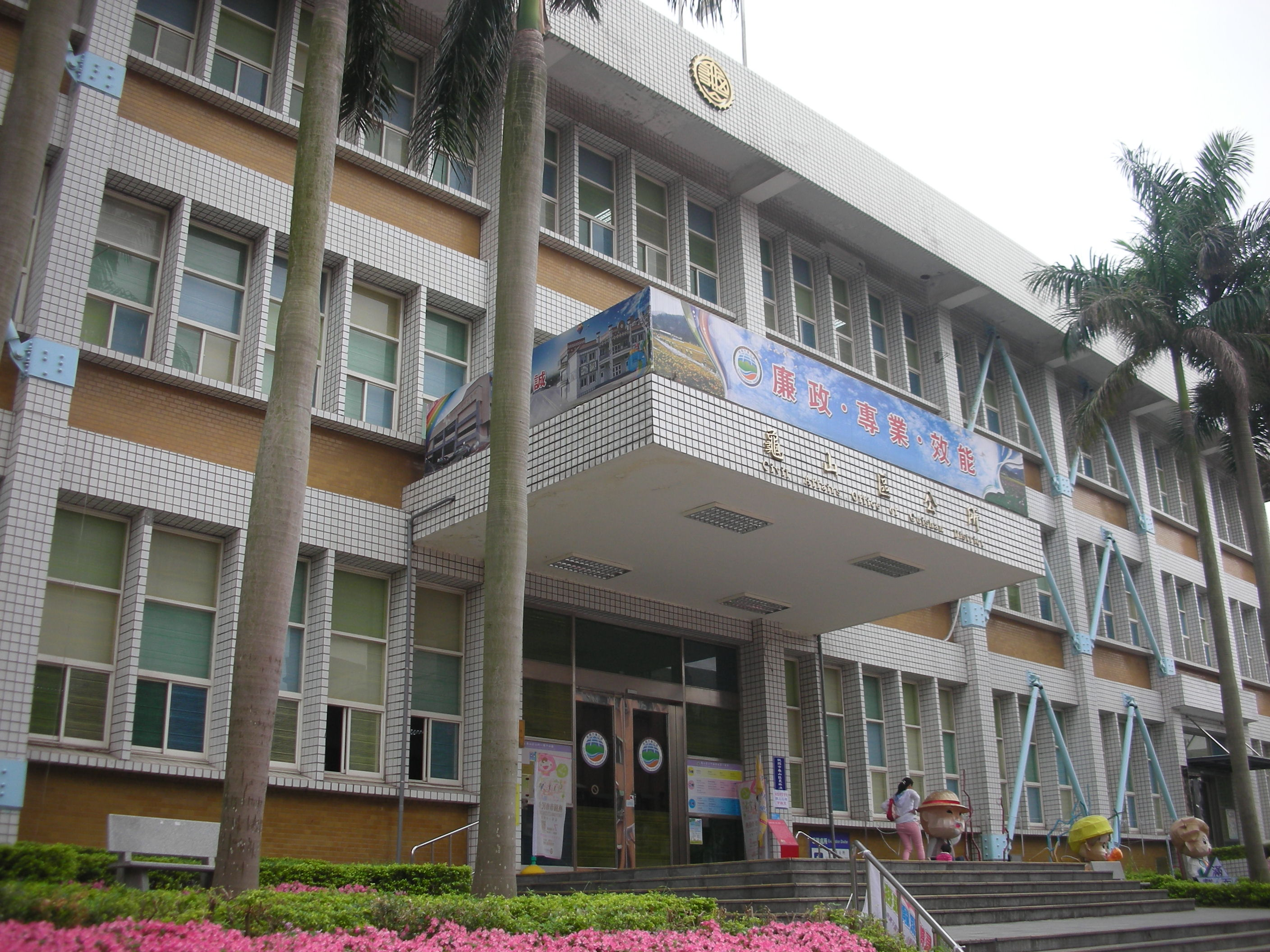
龜山區公所

龜山區公所是桃園市政府在龜山區的派出機關，在中華民國政府架構中為市政府綜理區政的執行機關，上級業務監督機關為桃園市政府。区长由市長任命，其任期為無任期保障。在區長及主任秘書之下，設有5課4室等9個內部單位。龜山區為桃園市議會第二選區，在市議會的63席市議員中，龜山區共選出4席區域市議員（不含平地原住民與山地原住民議員）。

### 行政區
現今龜山區行政範圍的確立，來自於1920年，日本將臺灣十二廳改為五州二廳，設龜山庄屬新竹州桃園郡。龜山庄轄山頂、兔子坑、舊路坑、坪頂山尾、坪頂菜公堂、坪頂苦苓林、坪頂大湖、坪頂下湖、楓樹坑、南崁頂、新路坑、塔寮坑、牛角坡等13個大字。1945年，改為「龜山鄉」，屬新竹縣桃園區。1950年，調整行政區域並裁撤區署，龜山鄉改隸新成立的桃園縣:53。2014年12月25日，桃園縣改制為直轄市，龜山鄉改制為市轄區「龜山區」，隸屬桃園市。
龜山區共轄32里，各里境內主要聚落其在日治時期所屬大字如下表：
| 里名   | 主要聚落／地名                                           | 大字                              |
| ------ | -------------------------------------------------------- | --------------------------------- |
| 幸福里 | 山頂                                                     | 山頂                              |
| 山頂里 | 龜山工業區                                               | 山頂                              |
| 山福里 | 龜山（部分）                                             | 山頂                              |
| 山德里 | 龜山（部分）                                             | 山頂                              |
| 中興里 | 龜山（部分）                                             | 新路坑                            |
| 新興里 | 龜山（部分）                                             | 新路坑                            |
| 新路里 | 龜山（部分）                                             | 新路坑                            |
| 龜山里 | 龜山（部分）、過溪                                       | 新路坑                            |
| 陸光里 | 龜山（部分）                                             | 新路坑                            |
| 大同里 | 龜山（部分）、下社                                       | 新路坑                            |
| 嶺頂里 | 半嶺、嶺頂、西嶺頂                                       | 新路坑                            |
| 新嶺里 | 東嶺頂、張厝、新潮嶺                                     | 分屬新路坑、兔子坑                |
| 兔坑   | 兔子坑、灰窯、詹公厝、大湖坑、大湖頂                     | 兔子坑                            |
| 福源里 | 壽山工業區、大丘田、蕭厝坑                               | 兔子坑                            |
| 龍壽里 | 尖山外、龍壽工業區、尖山腳、坑底、南龍壽、馬頭厝、大菁坑 | 塔竂坑                            |
| 龍華里 | 巴頓工業區                                               | 塔竂坑                            |
| 迴龍里 | 迴龍、塔寮坑                                             | 塔竂坑                            |
| 楓樹里 | 楓樹坑、風尾坑、中坑、洪厝、光華坑、公華坑 、頂社(社底)  | 楓樹坑                            |
| 精忠里 |                                                          | 楓樹坑                            |
| 楓福里 |                                                          | 楓樹坑                            |
| 舊路里 | 西舊路坑、東舊路坑、大埔                                 | 舊路坑                            |
| 樂善里 | 牛角坡、水浘、垹坡(部分)、林口工三工業區                 | 牛角坡                            |
| 文青里 | 樟腦寮、A7合宜住宅、嶺頭                                 | 牛角坡                            |
| 長庚里 | 垹坡(部分)、長庚醫護社區                                 | 牛角坡                            |
| 文化里 | 華亞科技園區、後厝、山尾                                 | 菜公堂 山尾                       |
| 大湖   |                                                          | 大湖                              |
| 公西里 | 下苦苓林                                                 | 苦苓林 部分屬菜公堂               |
| 大華里 | 林口工四工業區                                           | 分屬大湖、菜公堂、舊路坑、楓樹坑  |
| 大崗里 | 坪頂、大湖、頂湖、下湖                                   | 下湖 其餘分屬大湖、楓樹坑、苦苓林 |
| 大坑   | 大坑、員林坑、劉厝坑、大庄仔、陳厝坑                     | 南崁頂                            |
| 南上里 | 南崁（部分）、小蕃仔窩、大蕃仔窩                         | 南崁頂                            |
| 南美里 | 南崁（部分）                                             | 南崁頂                            |

## 經濟

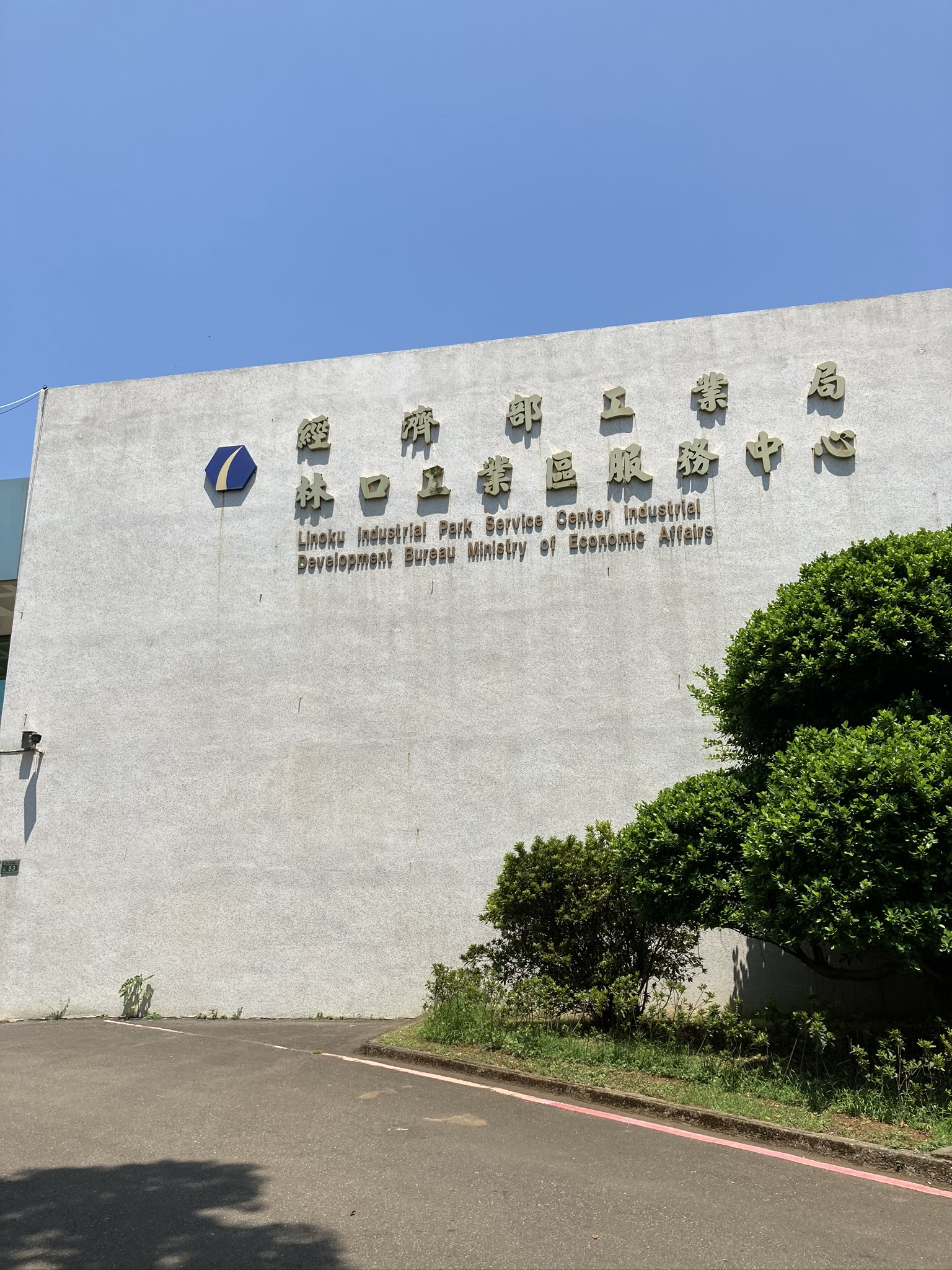
經濟部工業局林口工業區服務中心，位於龜山境內

龜山設有林口工業區、華亞科技園區轄內有眾多科技業總部。

### 工商業
- 研華股份有限公司(Advantech Co., Ltd.)：簡稱研華科技或是研華，上市公司，是一家臺灣的工業自動化公司，研華物聯網園區位於桃園市龜山區文德路。
- 廣達電腦股份有限公司(Quanta Computer Incorporated)：簡稱廣達電腦，上市公司，知名電腦大廠，總部位於龜山區文化二路。
- 爭鮮股份有限公司：知名迴轉壽司企業，總公司設於龜山區文化一路。
- 南僑化學工業股份有限公司：知名水晶肥皂企業，工廠位於龜山工業區（龜山區興邦路），總面積約為15,000坪，為國內最完整的綜合油脂廠。
- Gogoro總部

## 教育

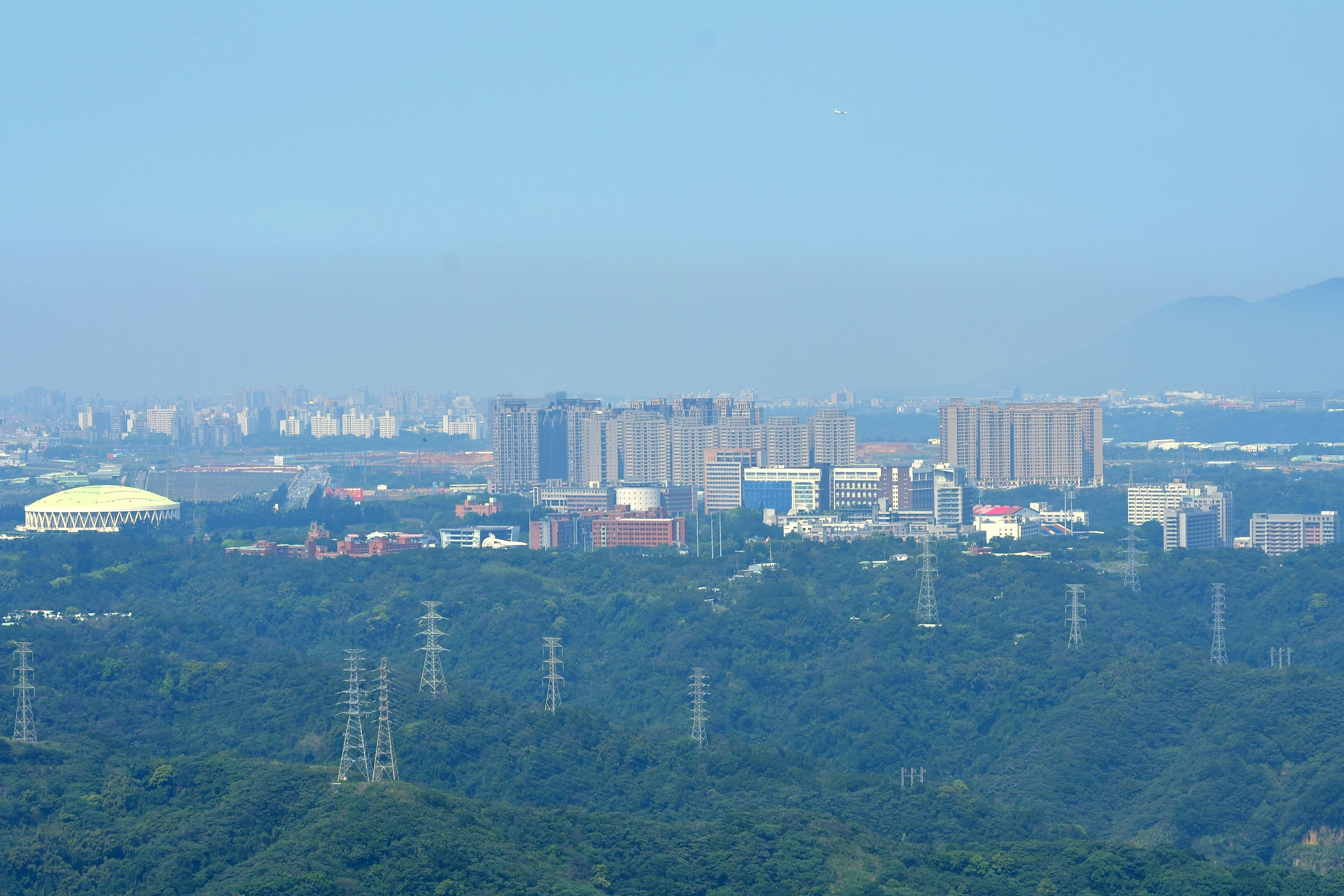
相鄰的國立體育大學、長庚大學及其校園

### 軍警院校
- 陸軍後勤訓練中心（衛勤分部）
- 憲兵訓練中心（桃園龜山）
- 中央警察大學

### 大專院校
- 國立體育大學
- 長庚大學
- 銘傳大學（桃園校區）
- 龍華科技大學
- 長庚科技大學（林口校區）

### 高級中等學校
- 桃園市立壽山高級中等學校
- 桃園市立大崗高級中等學校（規劃中）
- 桃園市私立世紀綠能工商高級中等學校（原成功工商）
- 桃園市私立光啟高級中學

### 國民中學
- 桃園市立龜山國民中學
- 桃園市立大崗國民中學
- 桃園市立幸福國民中學
- 桃園市立迴龍國民中小學
- 桃園市立文青國民中小學

### 國民小學

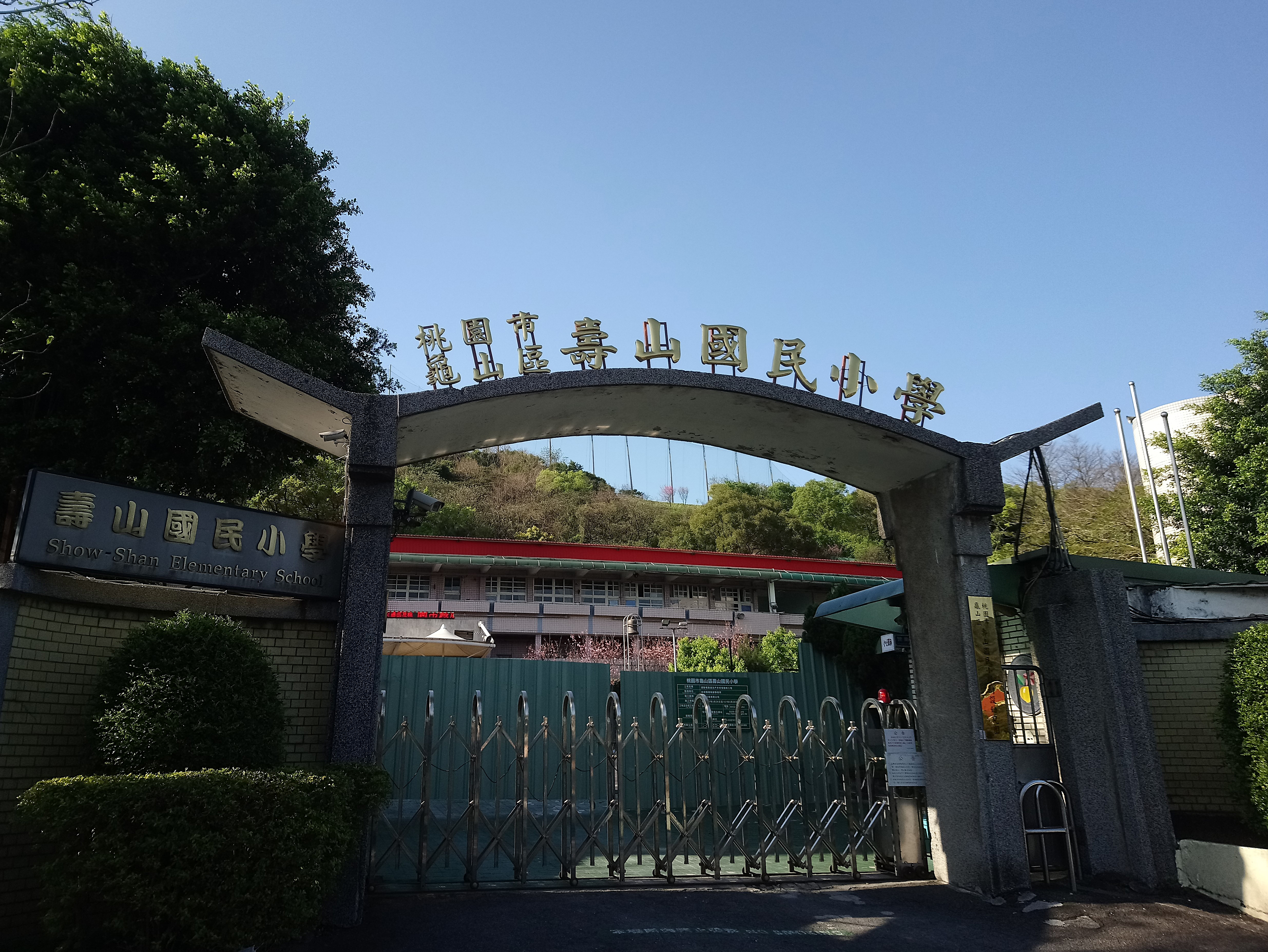
壽山國小

- 桃園市龜山區龜山國民小學
- 桃園市龜山區福源國民小學
- 桃園市龜山區大埔國民小學
- 桃園市龜山區山頂國民小學
- 桃園市龜山區新路國民小學
- 桃園市龜山區文華國民小學
- 桃園市龜山區南美國民小學
- 桃園市龜山區長庚國民小學
- 桃園市龜山區大湖國民小學
- 桃園市龜山區壽山國民小學
- 桃園市龜山區大崗國民小學
- 桃園市龜山區大坑國民小學
- 桃園市龜山區龍壽國民小學
- 桃園市龜山區樂善國民小學
- 桃園市龜山區幸福國民小學
- 桃園市龜山區楓樹國民小學
- 桃園市龜山區自強國民小學
- 桃園市龜山區文欣國民小學

## 醫療體系

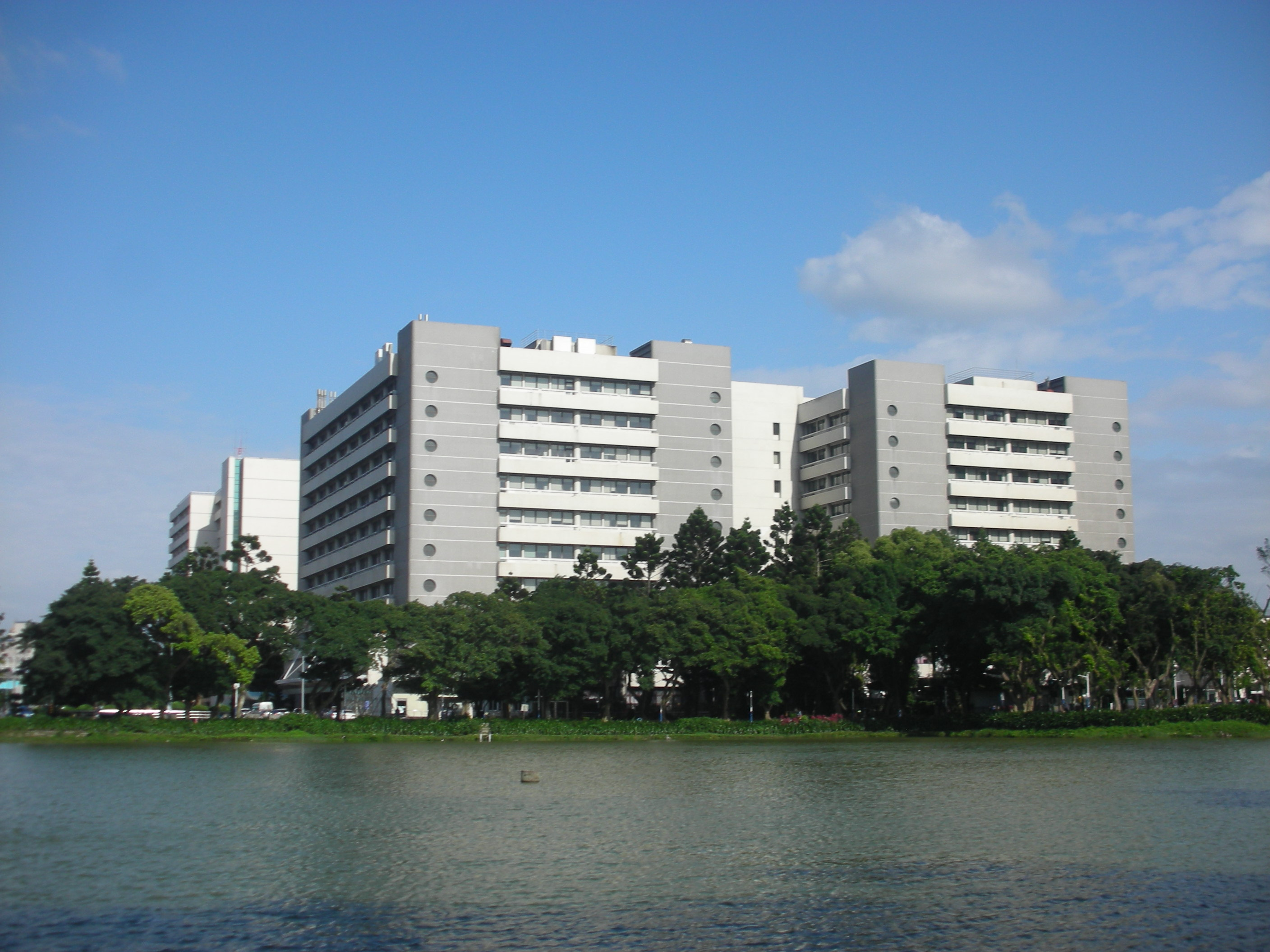
林口長庚紀念醫院

| 名稱             | 醫療劃分 | 地址                               | 電話         |
| ---------------- | -------- | ---------------------------------- | ------------ |
| 林口長庚紀念醫院 | 醫學中心 | 桃園市龜山區復興街5號              | (03)328-1200 |
| 桃園長庚紀念醫院 | 地區醫院 | 桃園市龜山區頂湖路123號            | (03)319-6200 |
| 桃園長庚護理之家 | 地區醫院 | 桃園市龜山區東舊路坑26之8號        | (03)349-2345 |
| 健順中醫診所     | 地區醫院 | 桃園市龜山區萬壽路二段1152號       | (03)320-3133 |
| 大明醫院         | 地區醫院 | 桃園市龜山區萬壽路二段964號、966號 | (03)320-2792 |

## 交通

### 捷運
台北捷運
- 中和新蘆線：迴龍站

 桃園捷運
- 機場線：體育大學站 - 長庚醫院站

### 公車
- 社區巴士：共有11線。
- 首都客運：
  - 新北市區公車
    - 952路：板橋－南崁（與桃園客運聯營）
- 大都會客運：
  - 新北市區公車
    - 937路：林口→圓山
- 三重客運：
  - 新北市區公車
    - 藍37路：迴龍→捷運板橋站
    - 橘21路：迴龍→新北產業園區
    - 635路：迴龍→臺北
    - 636路：迴龍→圓環
    - 712路(含副線)：迴龍→捷運亞東醫院站, 副線：迴龍→土城醫院
    - 786路：公西→板橋（經新海橋）（原1206路）
    - 810路：土城→迴龍
    - 822路：五股→林口長庚醫院
    - 858路：林口長庚醫院→樹林（原1208路）
    - 898路：迴龍→林口長庚醫院
    - 936路：往捷運圓山站
    - 945路：往松山機場
    - 946路：往內湖
    - 946路（副）：往內湖
    - 966路：竹林山觀音寺→臺北車站（中山高）(原1210)
    - 967路：長庚大學→市政府（中山高）(原1211)

  - 桃園市區公車：
    - 602路：桃園大有路→捷運泰山貴和站（經大業路、桃園榮總）
    - 603路：國立體育大學→捷運丹鳳站（經A7合宜住宅）
    - 606路：捷運體育大學站→捷運體育大學站
    - 607路：林口長庚醫院→迴龍
    - 708路：林口→南崁（經林口三井Outlet、林口長庚醫院、南崁台茂）

  - 公路：
    - 1212路：桃園市龜山區→三重區（經中山高）
- 臺北客運：
  - 新北市區公車
    - 920路：林口→捷運府中站（經中山高，兩段票收費）
    - 925路：林口→蘆洲（經林口、中山高，兩段票收費）
    - 948路：林口→新北板橋公車站（經中山高、臺65線快速道路）
- 桃園客運：
  - 新北市區公車
    - 952路：板橋－南崁（與首都客運聯營）

  - 桃園市區公車：
    - 5009路：桃園→新莊
    - 5063路：桃園→林口（長庚醫院）
    - 711路：林口長庚→中壢（經中正藝文特區）
    - 701路：林口長庚→國軍桃園總醫院（經中壢）
    - 702路：林口長庚→大溪（經中正藝文特區）

  - 捷運先導公車
    - 桃園捷運棕線：
      - 「桃園－捷運迴龍站（代號：BR）」
      - 「內壢－捷運迴龍站（代號：601）」
- 中壢客運：往桃園、迴龍等。
  - 捷運先導公車
    - 桃園捷運棕線：
      - 「桃園－捷運迴龍站（代號：BR）」
- 汎航通運：由林口長庚醫院（位於桃園市龜山區）發車：
  - 2000路往臺北長庚醫院、2001路往臺北車站、2003路往桃園車站、2004路往中壢車站
- 國道客運：以林口長庚醫院（位於桃園市龜山區）旁的復興一路為中心，國光客運、統聯客運、阿羅哈客運、日統客運、豐原客運等業者皆在此有設站，可通往新竹、苗栗、臺中、彰化、南投、雲林、嘉義、臺南、高雄、屏東等外縣市。
- 新竹客運：往桃園、中壢、楊梅等。

### 公路
- 中山高速公路
  - 41AB 林口林口交流道
- 台1線 ：新北市新莊區 - 龜山區 - 桃園區
- 台1甲線 ：龜山區 - 桃園區
- 台4線 ：蘆竹區 - 龜山區 - 桃園區
- 市道105號 ：新北市林口區 - 龜山區 - 桃園區

### 自行車租賃系統
- 桃園市公共自行車租賃系統至2018年5月，在龜山區設有27站：
  - 捷運長庚醫院站(A8)
  - 文化三復興一路口
  - 大坪頂公園
  - 中國科技大樓
  - 龜山區公所
  - 龜山國中
  - 捷運體育大學站(A7)
  - 璟都江山社區
  - 大華公園
  - 文青路
  - 龜山國小
  - 大同公園
  - 文化二復興三路口
  - 文興公園
  - 樂善公園
  - 大湖福德宮
  - 中央警察大學
  - 國立體育大學綜合體育館
  - 萬壽中興路口
  - 迴龍國中小
  - 桃園酒廠
  - 山福里集會所
  - 工四工業區（頂湖路）
  - 陸光河濱公園
  - 文化花園夜市
  - 楓樹公園
  - 中央造幣廠

### 未來

#### 捷運
桃園捷運
- 棕線（規劃中）：迴龍站 – BR02站 – BR04站 – BR05站 – BR06站 – BR07站

 台北捷運
- 萬大樹林線（興建中）：迴龍站

## 旅遊

### 壽山巖觀音寺

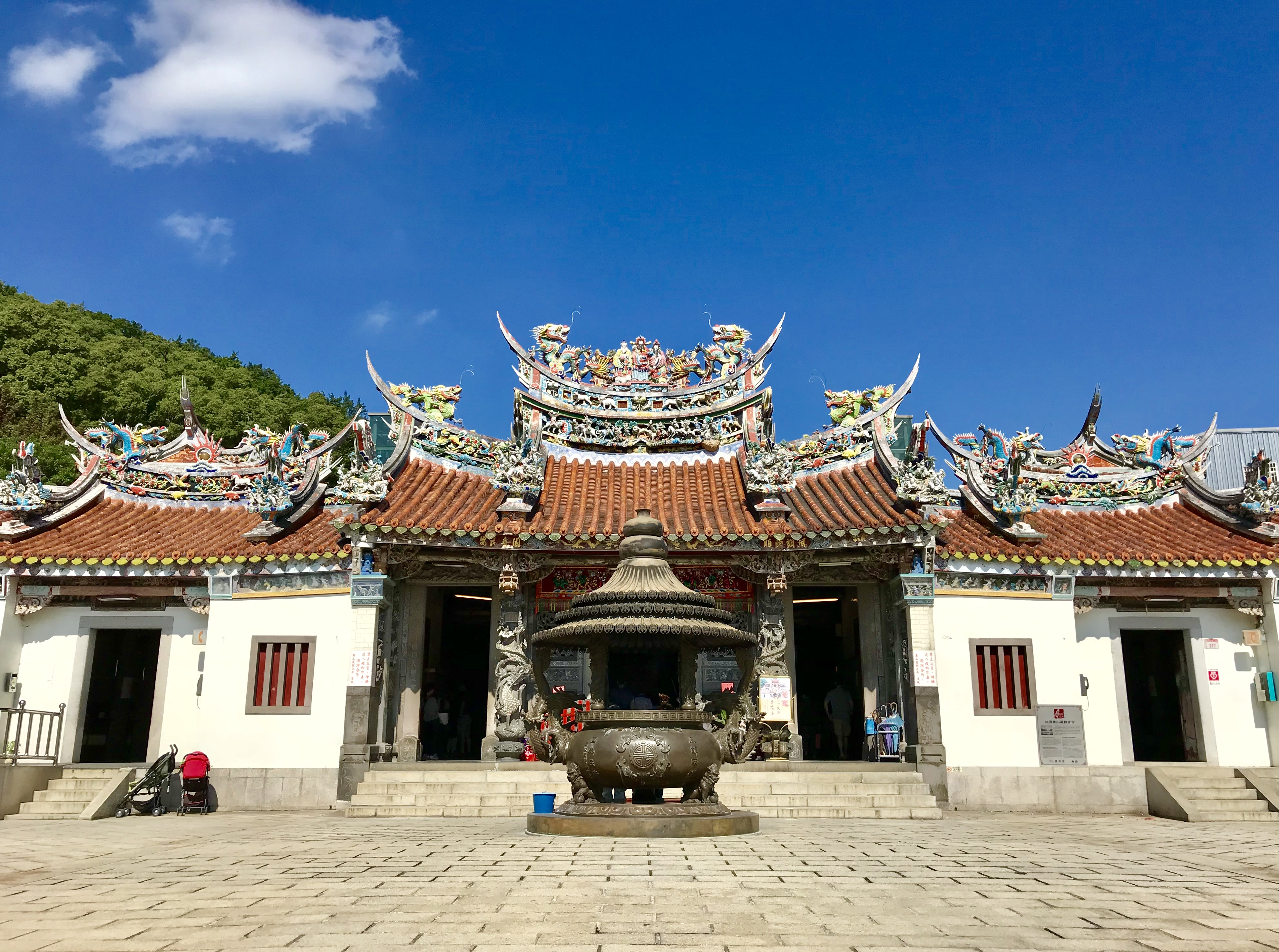
壽山巖觀音寺

位於嶺頂里的壽山巖觀音寺，草創於乾隆七年，距今已有兩百多年的歷史，目前被國家評定為三級古蹟，是龜山區最古老的廟宇。該里舊名為龜崙嶺，山形如龜，因建於山巖下，故取名「壽山巖」。該寺為北臺灣地區民眾信仰中心，善男信女進香朝拜，終年絡繹不絕，是由鄧定國法師向浙江省普院山潮寺恭請二媽本尊蒞臺建寺供奉，並由眾信徒集會組織財團法人。全寺金碧輝煌，雕樑畫棟，古色古香，風格獨具。寺前有廣大的空地與水池，寺後則有花園山林，景緻極佳。建築物目前大致可分為前方的觀音殿，後方的凌霄寶殿兩棟，前者重建於1916年，為名師陳應彬的作品，於1963年重修，同時增建左右鐘鼓樓、山門與東西廳等，形成二進深、面寬九間的規模，其各式雕刻裝飾均具有水準。壽山巖地勢高聳，風景秀麗，加上完工不久的九龍璧、蓮花池，更增添該廟的觀光價值，後方的壽山公園，亦是民眾休閒的好去處。未來寺方規劃建造高24米、世界最大的漢白玉石雕觀音佛像，將成為龜山區的新地標。

### 虎頭山
虎頭山公園為桃園市立公園，橫跨桃園區和龜山區兩區，園內有豐富的自然生態，設有兒童遊樂區、烤肉區，在山上可以俯瞰桃園區和龜山市區。虎頭山林木翠密，步道交錯，市民登山健行絡繹於途，最高處有空曠平地，可放風箏與遙控飛機，假日常使出入道路塞車。山區景點有經國梅園、遠眺觀景台、三聖宮、環保公園，部份步道和景區仍屬私人土地。除了美景外，山下周圍還有古蹟桃園市忠烈祠（原桃園神社）以及孔廟、桃園高中、臺北榮總桃園分院、退輔會職訓中心、桃園農工、桃園巨蛋體育場、桃園市議會等單位，也有假日花市與春天農場等消費場所。

### 福源山步道
福源山步道位於桃園龜山區福源里，早年曾是兔仔坑通往鶯歌的一條山路捷徑。產業道路開通後，舊路荒廢一甲子， 後來在福源村村長協商地主同意後，村民共同努力整路，歷經三年時間，終於完成這條步道。全長2.2公里的福源山步道，沿途栽種杜鵑、鳳仙、波斯菊、太陽花等十數種花卉，也種植油桐、山櫻花等樹木供遊客觀賞。 步道終點為鶯歌區著名的「千年大榕樹」，並設有觀景台，可以眺覽林口台地、臺北盆地的景色。

### 石雲寺
石雲禪寺依靠著山坡而建，地勢高而可以遠眺虎頭山及龜山、林口台地，其間雲霧繚繞，建寺之初，在山中尋獲一塊石頭，形狀酷似觀音佛祖，以此朝夕膜拜，故命名為『石雲寺』。根據寺方的文獻推算，石雲寺建寺約在民國前四年，寺廟前的山門牌樓宏偉壯麗，寺前廣場有三株老樹，分別是九芎、樟樹和茄苳樹，經龜山鄉公所報派員鑑定，茄苳樹及九芎的樹齡已超過百年。另外，聳立著兩塊石碑，留著當地書法名家鄭永南的墨寶，不但記錄著禪寺的歷史淵源，也寫盡了身在其中的意境-『山水有靈』。

### 大棟山405高地
大棟山405高地，位於龜山區兔坑里，映入眼簾是水文觀測站，以及405三角點，顧名思義，405就是海拔高度405公尺，又稱龜崙山、橫坑子山，是林口台地稜脈最高峰，名列臺灣小百岳。山頂有兩顆基石，同時為大臺北地區西方的一等三角點及土地調查局圖根點（北為七星山、南為獅頭山、東為土庫岳）。405高地可遠眺樹林、鶯歌、桃園、臺北環狀景觀，走入步道至青龍嶺平台，整條步道有八、九成林蔭遮蓋，走來涼爽，步道沿山脊彎延、起伏不大，可見山間蕨類、梧桐、苦苓、楓香、相思樹原生樹種，天氣晴朗時，目視即可清楚眺望大臺北盆地，站前新光大樓、臺北101大樓及淡水河，視野景觀佳。

### 其他景點

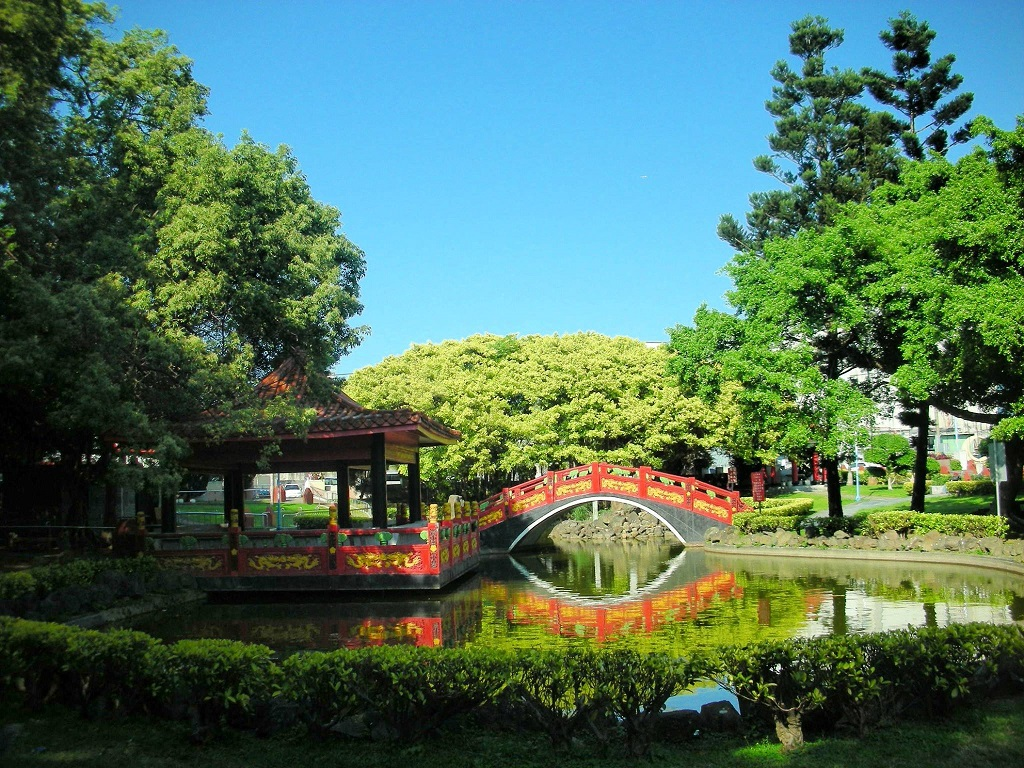
中正公園

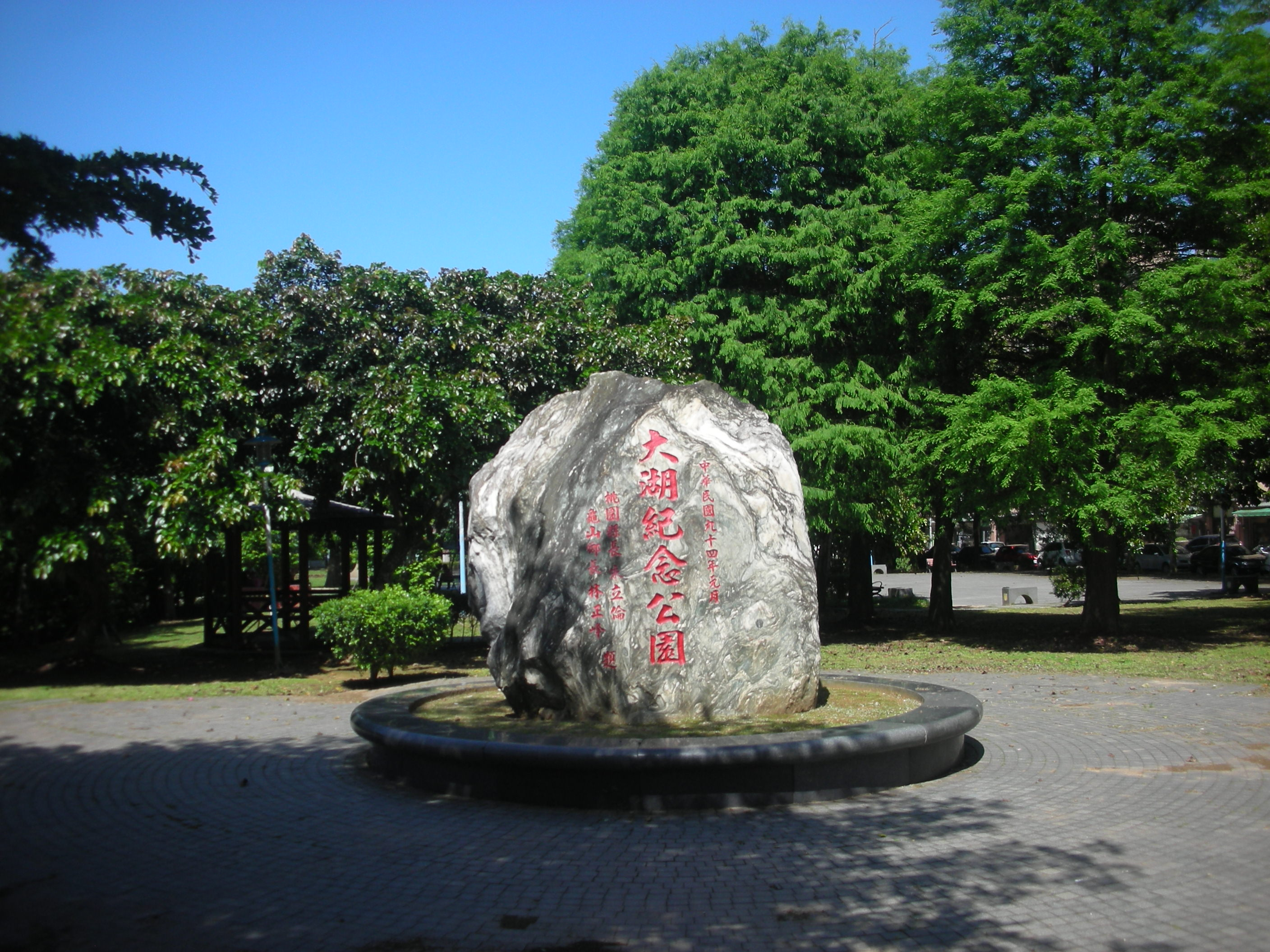
大湖紀念公園

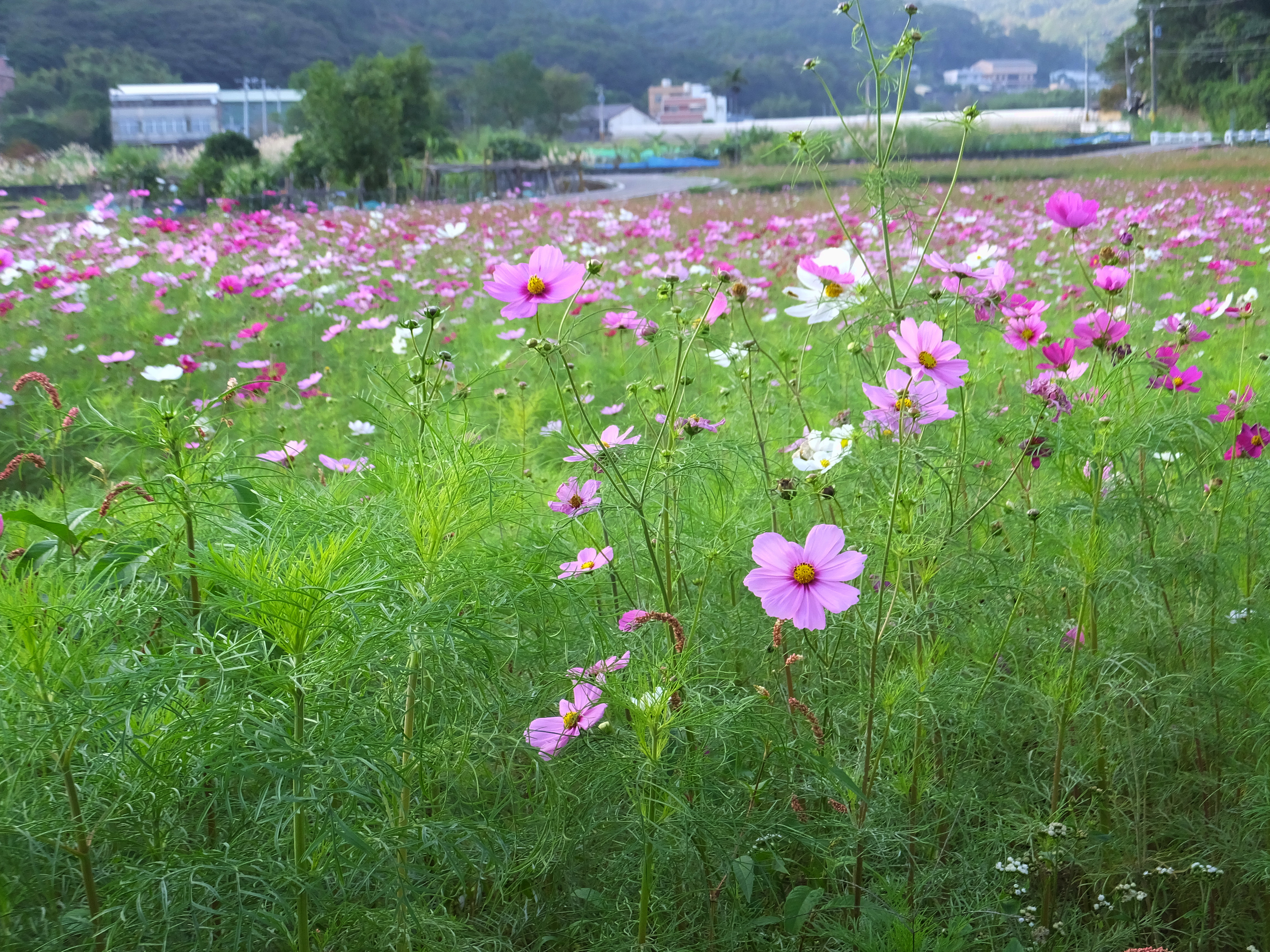
楓樹坑花海

- 曹丁波洋樓（曹家洋樓文化基地）
- 坪頂大湖福德宮
- 樂善寺
- 中正公園
- 楓樹里（伯朗大道田野風光桃園版）
- 龜山眷村故事館
- 龜山冷泉
- 大同公園
- 臺灣菸酒公司桃園酒廠
- 憲光二村
- 春天農場
- 靈雲寺哲學廟
- 環球購物中心桃園A8店
- 桃園海洋生物教育館（2010年歇業）
- 桃園威天宮

## 相關
- 龜山
- 分類:龜山區人
- 龜崙族
- 法務部矯正署臺北監獄
- 桃園市龜山區A7站重劃區

## 外部連結
- 龜山區公所（页面存档备份，存于）
- YouTube上的龜山區公所頻道